# Eczemothea pustulifera
Eczemothea pustulifera är en skalbaggsart som beskrevs av Schwarzer 1926. Eczemothea pustulifera ingår i släktet Eczemothea och familjen långhorningar.
Artens utbredningsområde är Sulawesi. Inga underarter finns listade i Catalogue of Life.